# Mérida (Yucatán)
Mérida je hlavní město mexického státu Yucatán. Nejdůležitější město jihovýchodního Mexika bývá považováno za jedno z měst s nejlepší kvalitou života v Mexiku. Mérida je známá svou zelení. Nachází se mírně na sever od středu státu, méně než 50 km od Mexického zálivu.
Podle výsledků Druhého sčítání lidu a bytů 2005 byla populace Méridy 734 153 obyvatel. Nicméně konurbace Méridy zahrnuje navíc šest dalších obcí ve třech okrscích (včetně toho méridského), čímž počet obyvatel stoupne na 839 242. Na druhou stranu, aglomerace Méridy, která byla vymezena INEGI a CONAPO jako souměstí Méridy, Kanasínu a Umánu, měla v roce 2005 886 188 obyvatel. Podle odhadů pro 1. červenec 2007 je počet obyvatel města 755 803, konurbace 866 435 a aglomerace 985 119, což z něj dělá největší město v celém jihovýchodním regionu země a populací jedenáctou největší aglomeraci země.
V roce 2001 byla Mérida vyhlášena Americkým hlavním městem kultury díky své kvalitě života a neobyčejnému rozvoji umění.

## Poloha
Mérida se nachází v severozápadní části státu Yucatán (více než 1550 km od Ciudad de México), který zaujímá severní část poloostrova Yucatán. Stát Yucatán hraničí na východě se státem Quintana Roo, na západě se státem Campeche a na severu s Mexickým zálivem. Město Mérida leží v blízkosti středu kráteru Chicxulub. Yucatán má velmi rovný povrch a je velmi nízko nad hladinou moře. Okolí Méridy je porostlé nízkou vegetací a starými sisalovými poli. Tato oblast postrádá povrchovou vodu, ale po celém státě se nachází mnoho cenote (propastí spojených systémem podzemních řek).

## Podnebí
Podnebí města je teplé a mírně vlhké. Průměrná denní teplota stoupá až ke 33 °C, zároveň je zde období dešťů od června do srpna. Nejvyšší, průměrná a nejnižší teplota ve městě dosahuje 40,2 °C, 26,2 °C respektive 14 °C; maximální relativní vlhkost je 83 %, průměrná 72 % a minimální 61 %. Celoroční úhrn srážek se pohybuje od 470 do 930 mm.

## Historie
Mérida byla založena v roce 1542 španělskými dobyvateli, včetně Francisca de Montejo mladšího a Juana de la Cámara, a pojmenována po městě Mérida v Extremaduře ve Španělsku. Byla vystavěna na místě mayského města Ti'ho, které se také nazývalo Ičkanzihóo nebo Ičchcaanzihóː „Město pěti kopců“) podle jeho pyramid. Mnoho z tesaných kamenů ruin starověkého Ti'ho bylo použito při stavbě raných španělských budov. Tyto kameny jsou viditelné například na katedrále. Od koloniálních dob až do poloviny 19. století byla Mérida opevněným městem, pro ochranu poloostrovů a criollos před pravidelnými vzpourami domorodých Mayů.

## Památky
- San Ildefonso - katedrála sv. Alfonse - renesanční trojlodní bazilika
- Kostel Ježíše, řádu terciářů
- Gran Museo del Mundo Maya - Muzeum mayské kultury
- Antropologické muzeum

## Kultura a turistika
Mérida byla v letech 2000 a 2017 zvolena hlavním městem americké kultury.. Každý den se v historickém centru konají festivaly, různá taneční představení a téměř na každém rohu narazíte na oživování zvyků starobylé mayské kultury. Turistům se doporučuje procházka po historickém centru, muzeum mayské kultury Gran Museo de Mundo nebo celodenní výlet do rybářského města Progreso.

## Školství
Město má tři hlavní vysoké školyː Národní autonomní univerzita (UNAM) byla založena roku 1910, Autonomní univerzita Yucatánu vznikla v roce 1922, další je Polytechnický institut.

## Sport
- Město má dva fotbalové kluby, oddíl rugby. běhá se zde každoročně maratón. Fotbalː
- Tenisː od roku 2023 se zde hraje profesionální tenisový turnaj žen Mérida Open okruhu WTA.

## Galerie

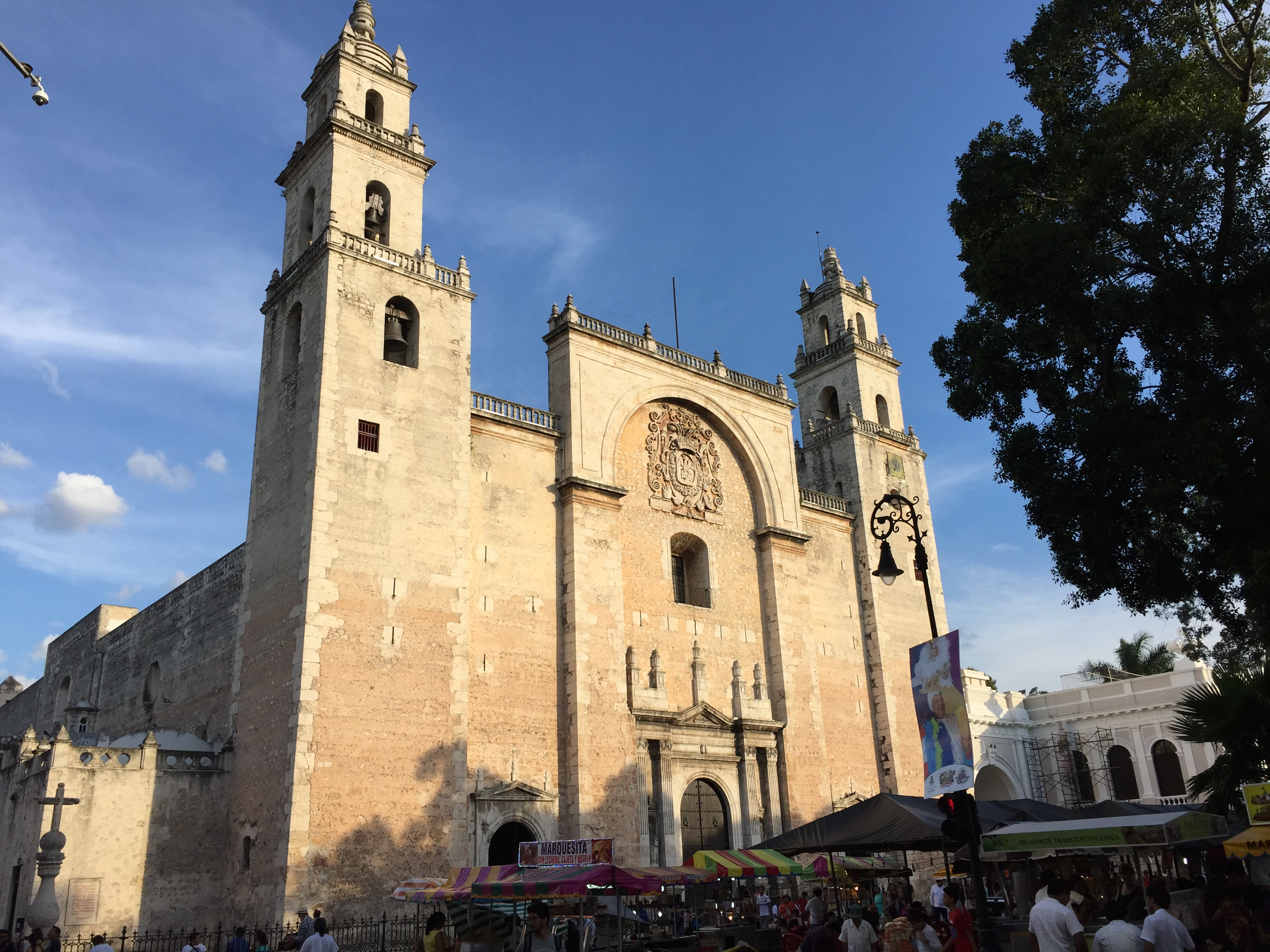
Katedrála
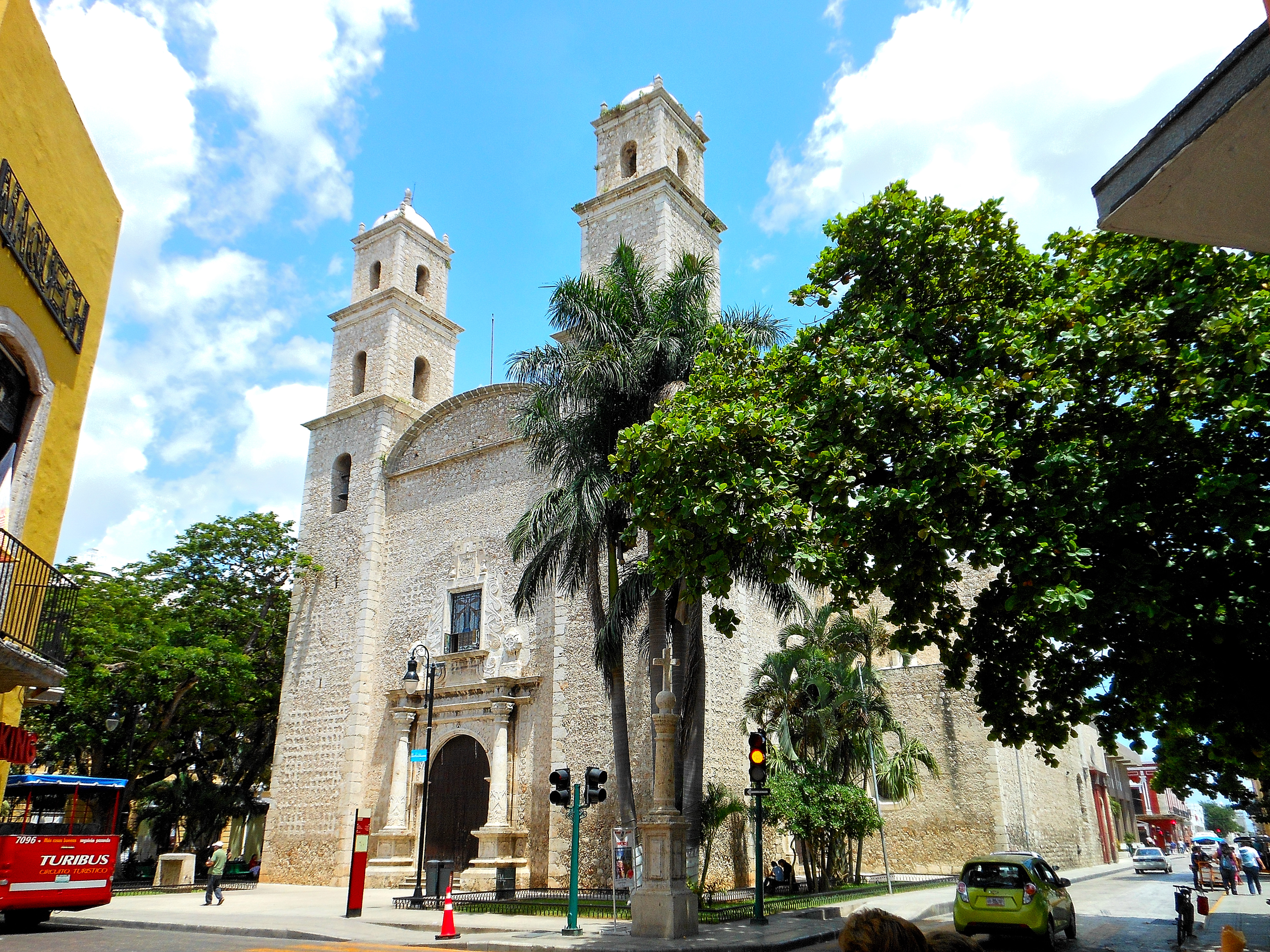
Kostel Ježíše
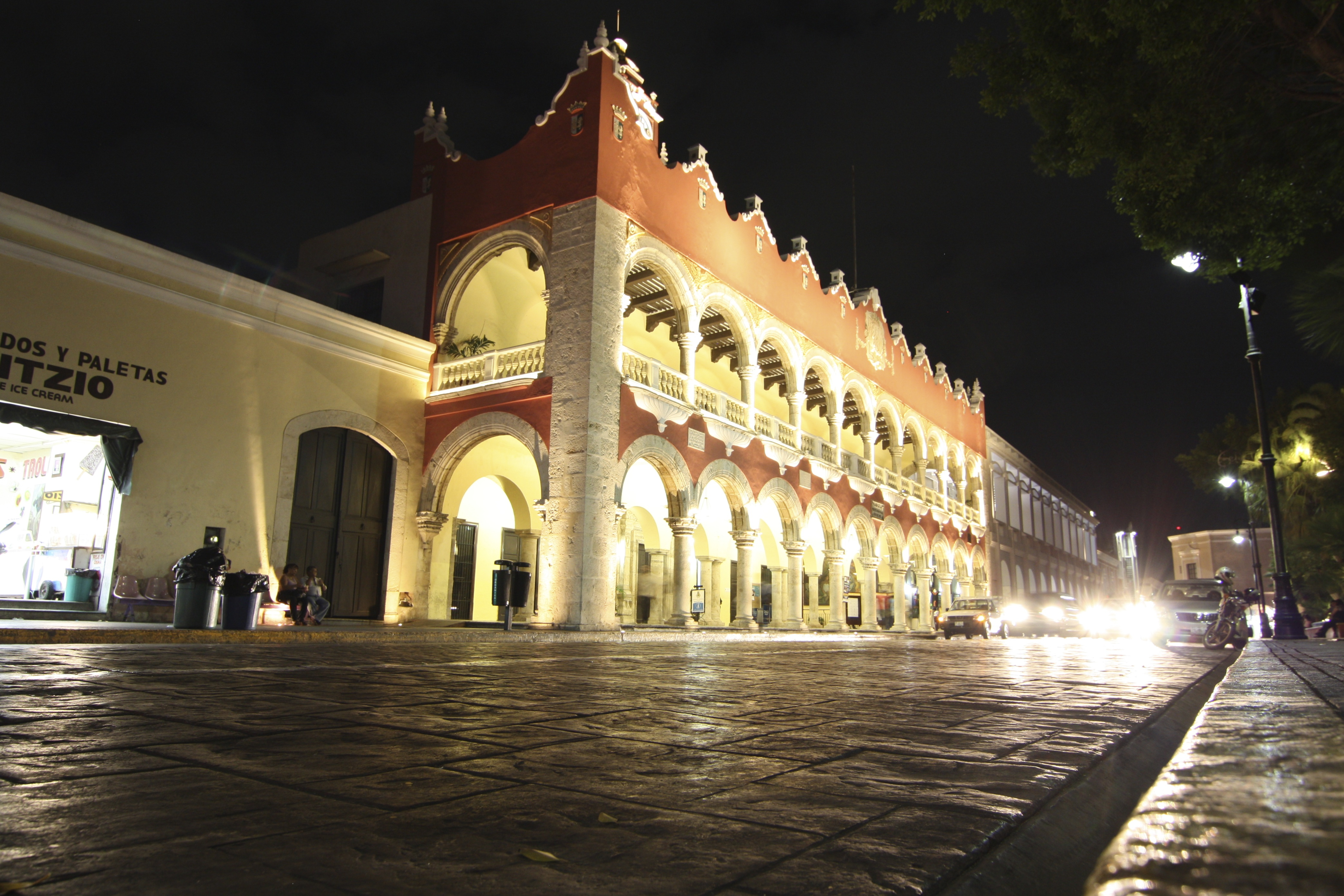
Radnice
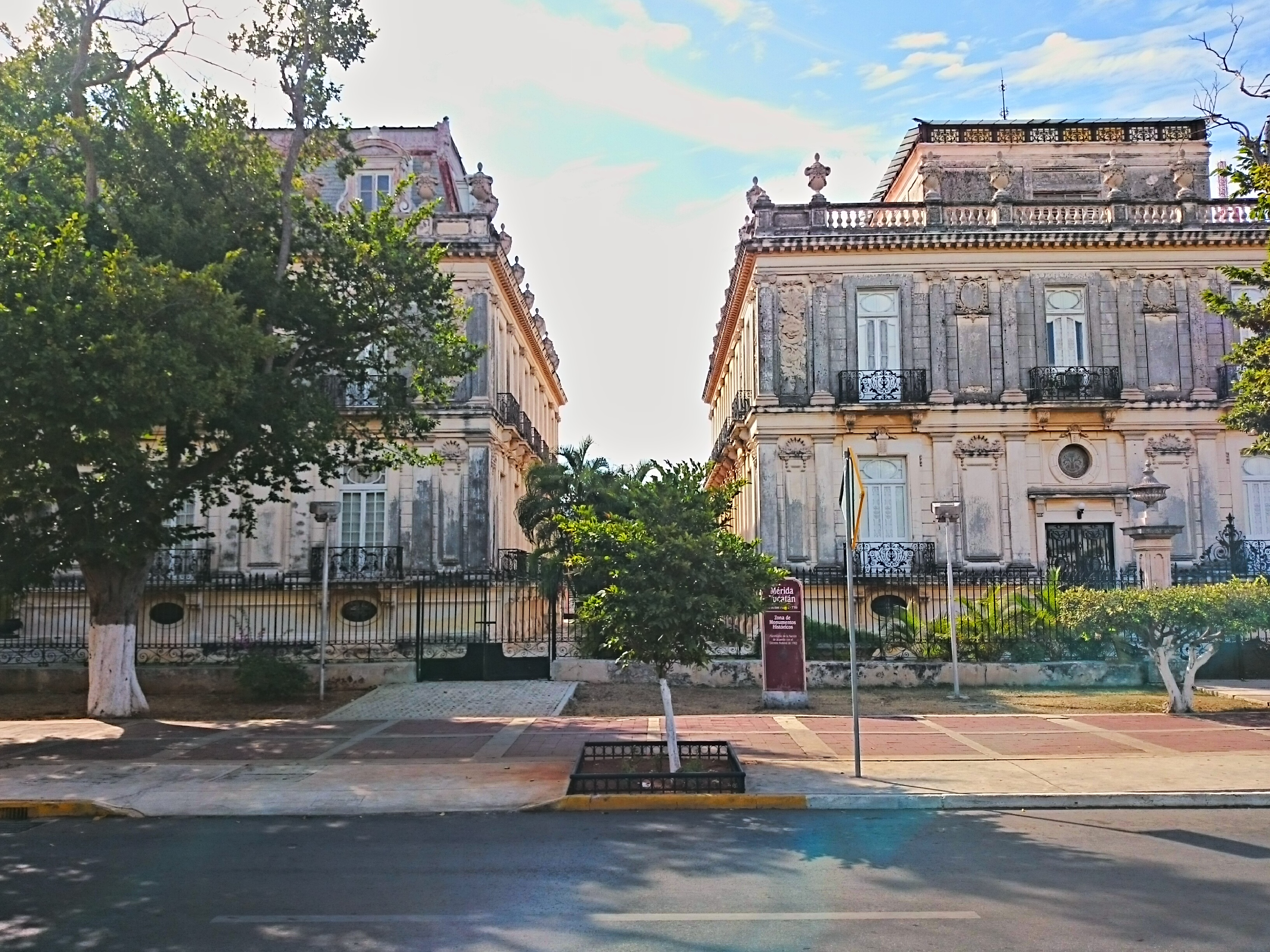
Paláce na Paseo Montejo
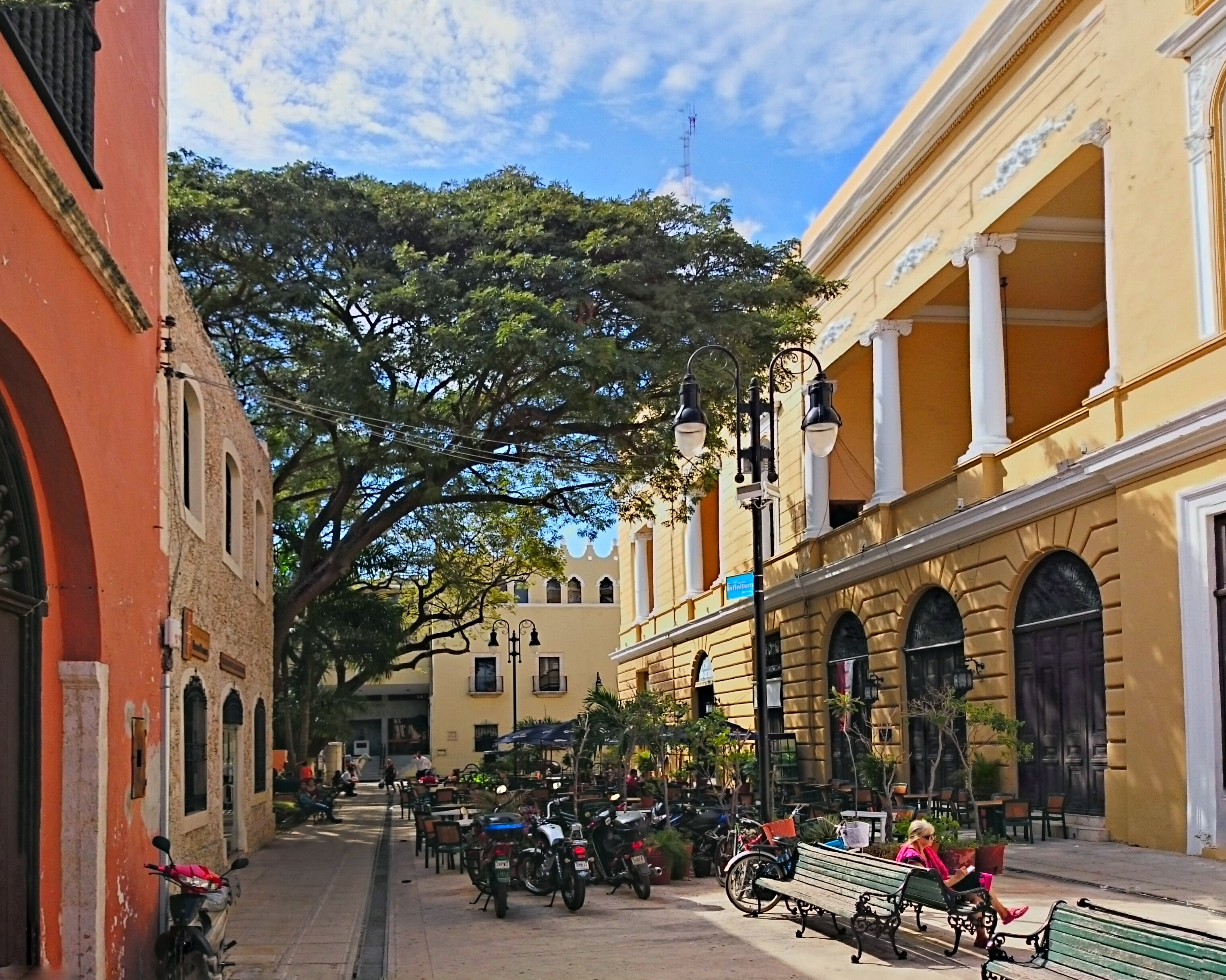
Peon Contreras
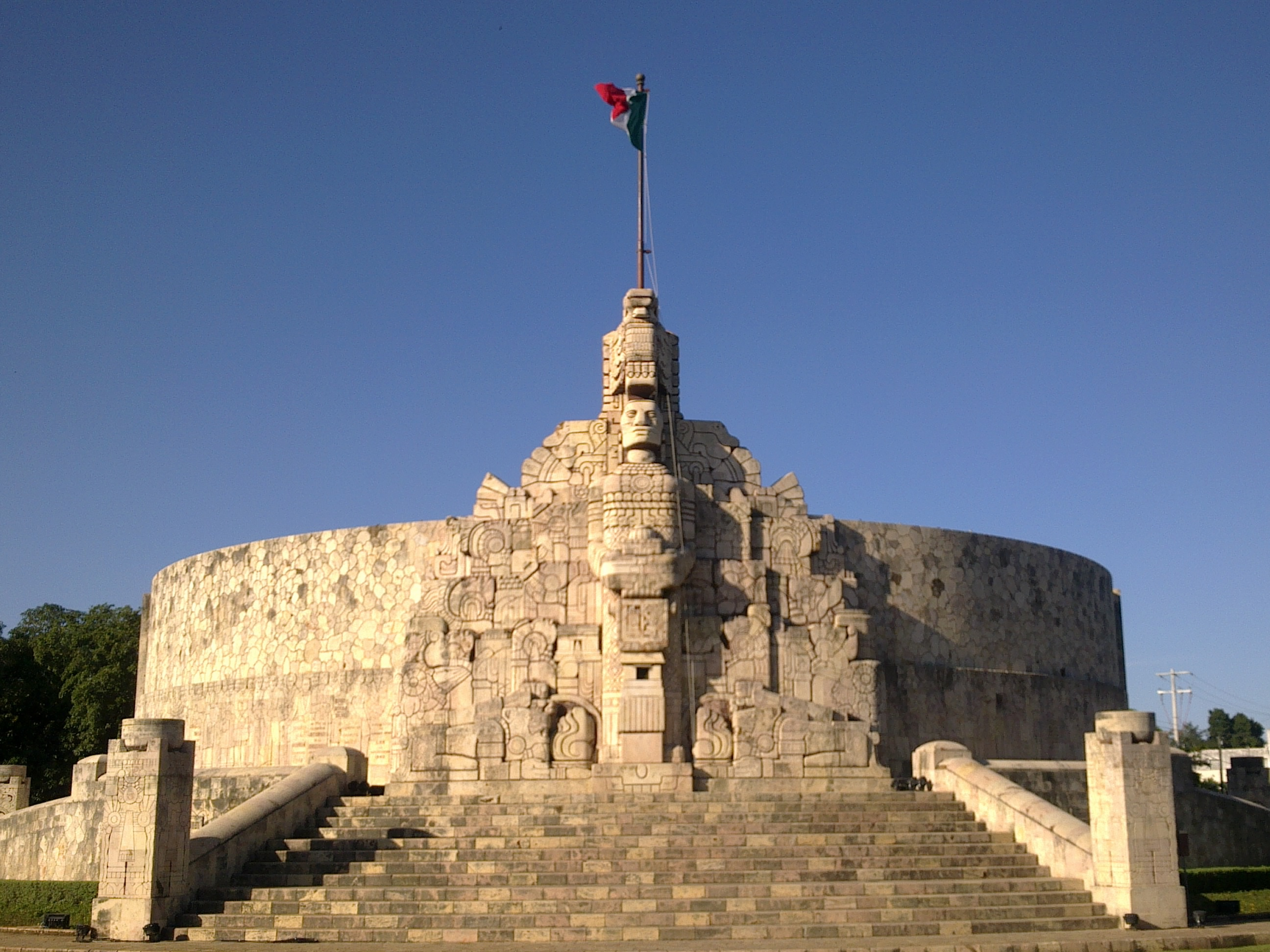
Pomník vlasti
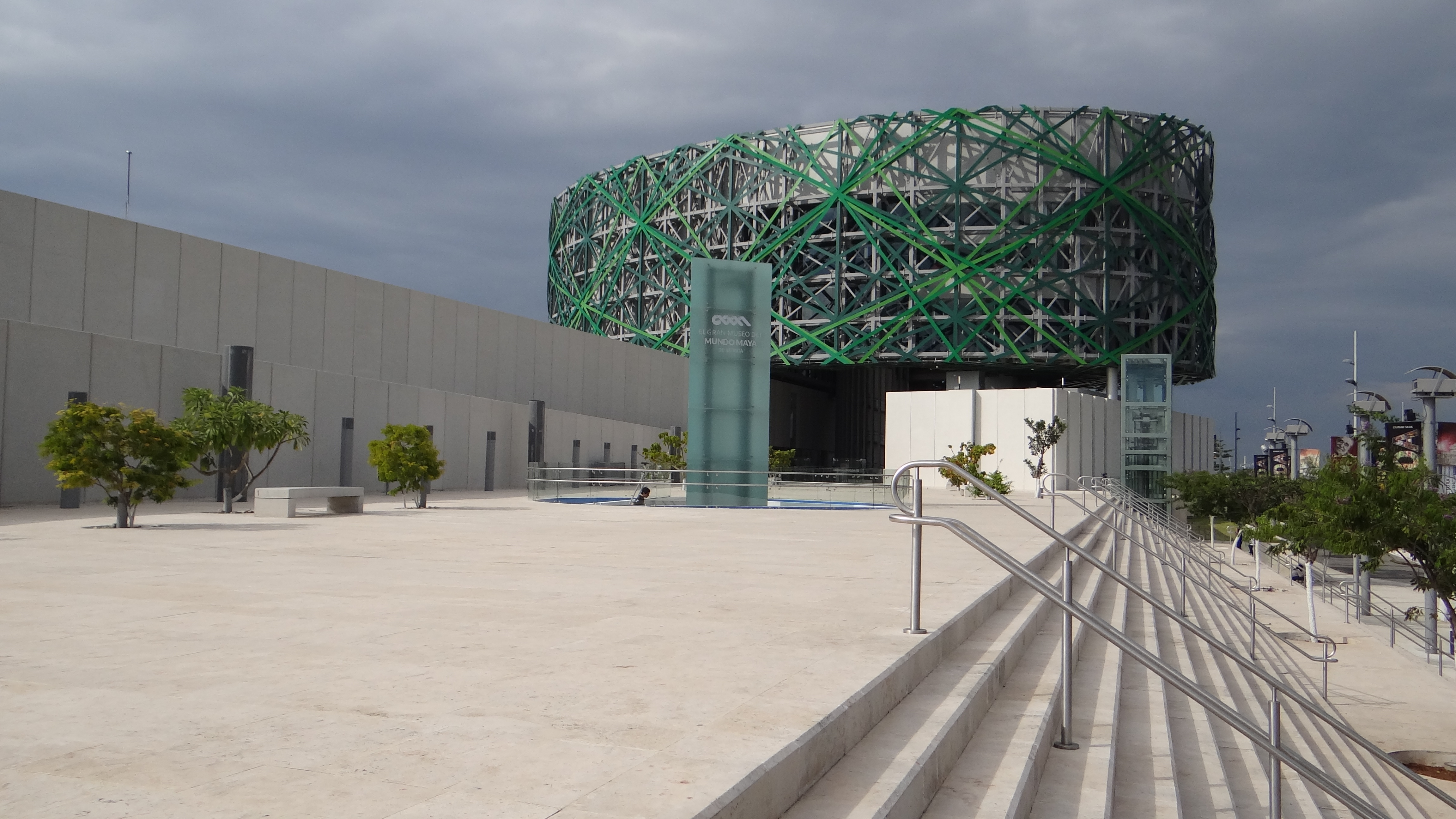
Mayské muzeum
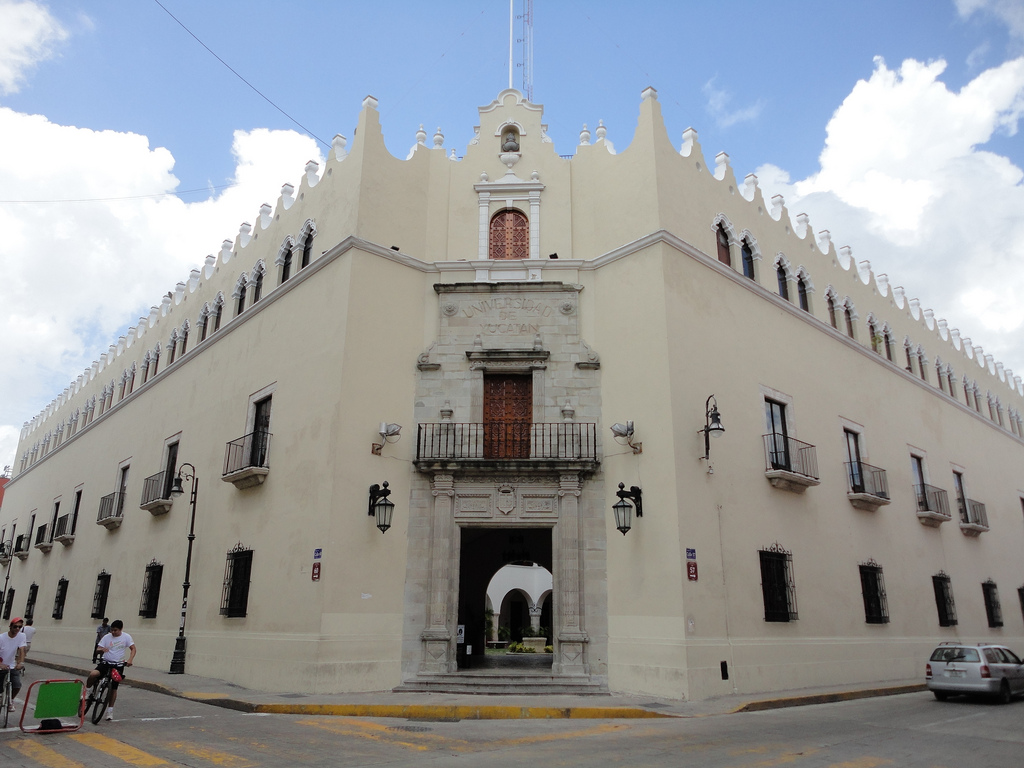
Univerzita